# Compsothespis zavattarii
Compsothespis zavattarii är en bönsyrseart som beskrevs av Scott LaGreca 1939. Compsothespis zavattarii ingår i släktet Compsothespis och familjen Amorphoscelidae. Inga underarter finns listade i Catalogue of Life.